# Torrent del Pollancre
El Torrent del Pollancre és un torrent que discorre pel terme municipal de Bigues i Riells, al Vallès Oriental, dins del territori del poble de Riells del Fai.
Es forma a prop i a migdia del Collet de Can Tripeta, des d'on davalla cap a ponent, travessant la Baga de Puiggraciós i el Sot de Bellobir. Deixa a migdia la masia del Pollancre i les ruïnes de Can Coll, i al nord les restes de les masies de Can Carbassot i Can Berga de Bellobir. Passades les masies de Can Coll i Can Berga, es decanta cap al sud-oest, deixant a la dreta les Costes del Traver. Quan arriba a les envistes del Turó Roig gira una mica més cap al sud, resseguint pel costat de llevant tot el Serrat de Can Quintanes, lloc on deixa enrere el territori històric de Riells del Fai per entrar en el de Bigues.
Deixa a l'esquerra, llevant, les costes de la Boixera i la Guixera, i arriba al nord de Can Canals, moment en què es converteix en el torrent de Can Canals.